# Sala Raja Annamalai Chettiar
La Sala Raja Annamalai Chettiar es un auditorio situado en Chennai, en la India. Está considerado como uno de los más antiguos lugares de la ciudad para conciertos de música local aparte del Auditorio TT. Krishnamachari en Mylapore. El auditorio es el lugar de celebración de conciertos organizados por el Tamil Sangam Isai. Esta organización fue fundada en 1944 para promover la música tamil. De 1944 a 1953, el Sangam funcionó en la Sala Gokhale. En 1953, esta sala fue construida con donaciones de la familia M S Rm, extraoficialmente considerada como la "casa real" de Chettinad.